# Comercial Atlético Clube
El Comercial Atlético Clube es un equipo de fútbol de Brasil que juega en el Campeonato Piauiense de Segunda División, la segunda categoría del estado de Piauí.

## Historia
Fue fundado el 21 de abril de 1945 en el municipio de Campo Maior del estado de Piauí por Antônio Rufino de Sousa, José Neiva y Pedro Mesquita, quienes en ese orden fueron los primeros presidentes en la historia del club, el cual en 1950 se convierte en un equipo profesional y participa en los torneos estatales.
Fue hasta los años 2010 que el club vio sus primeros logros a nivel estatal cuando gana el título del Campeonato Piauiense y la Copa Piauí en 2010 con nueve puntos de ventaja sobre el segundo lugar el Barras Futebol Club, logrando por primera vez la clasificación para el Campeonato Brasileño de Serie D y la Copa de Brasil de 2011. En la cuarta división nacional fue eliminado en la primera ronda al terminar en último lugar de su zona entre cinco equipos finalizando en el lugar 35 entre 40 equipos, mientras que en la Copa de Brasil fue eliminado en la primera ronda por el SE Palmeiras de Río de Janeiro al perder ambos partidos por 1-2 y 1-5. En es año 2011 es ganador de la Copa Piauí por segunda ocasión consecutiva, lo que le dio la clasificación para el Campeonato Brasileño de Serie D y a la Copa de Brasil por segunda ocasión en 2012.
En la cuarta división es eliminado en la primera ronda luego de que se le restaran puntos por la alineación irregular de un jugador, terminando en el lugar 34 entre 40 equipos y alejado de la ronda de clasificación. En la Copa de Brasil es eliminado en la primera ronda por el Fortaleza EC del estado de Ceará al perder ambos partidos por 2-3 y 0-3.

## Rivalidades
Su principal rival es el Caiçara Esporte Clube, que también es del municipio de Campo Maior y por eso se le conoce como el Derby de Campo Maior.

## Palmarés
- Campeonato Piauiense: 1

2010
- Campeonato Piauiense - Segunda División: 2

2004, 2022
- Copa Piauí: 2

2010, 2011
- Copa Reinaldo Ferreira: 2

2011, 2012

## Galería

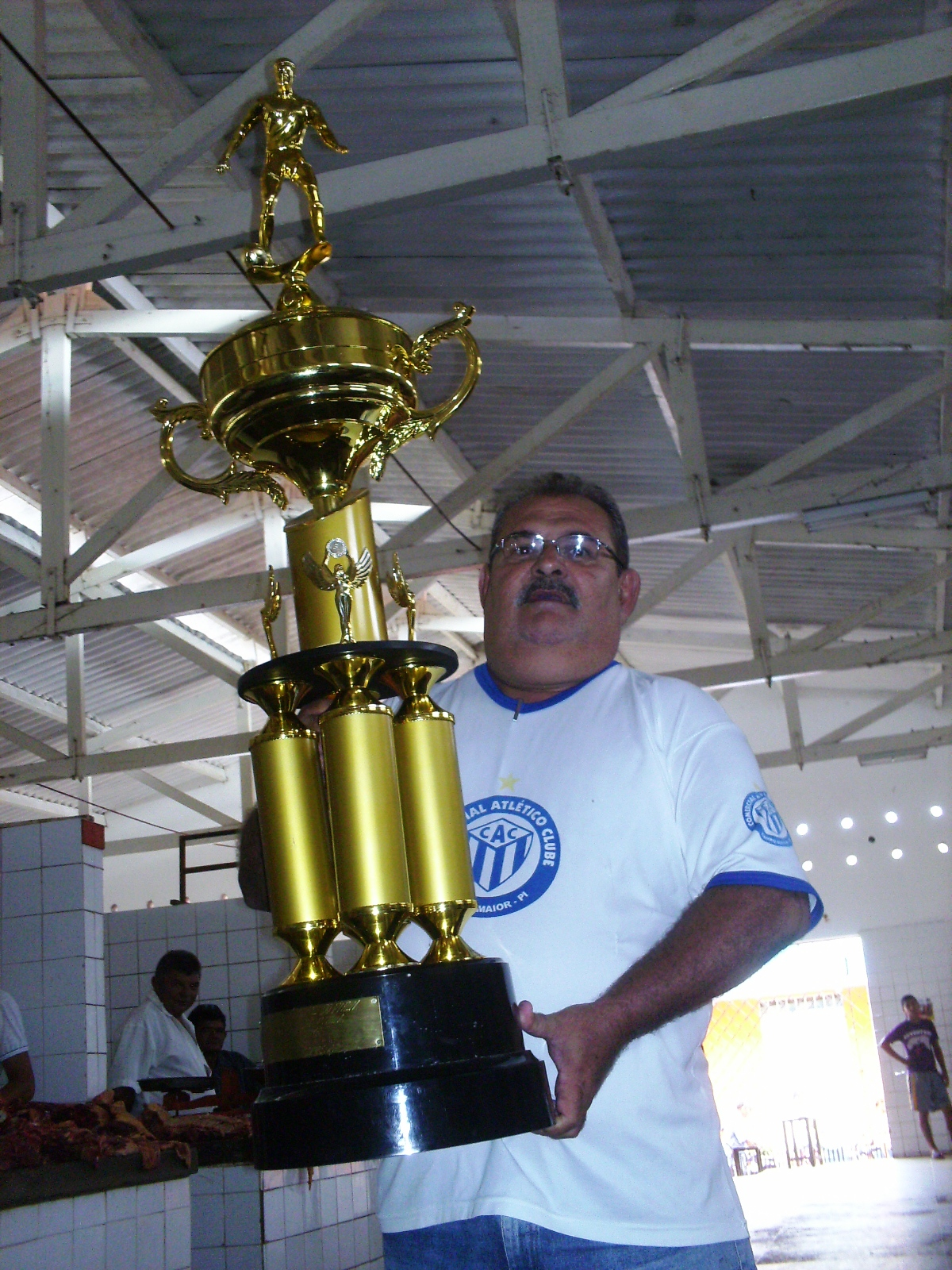
Trofeo ganado por el Comercial Atlético Clube como campeón piauiense de 2010 expuesto por el entonces presidente Flávio Bona en el Mercado Público de Campo Maior.
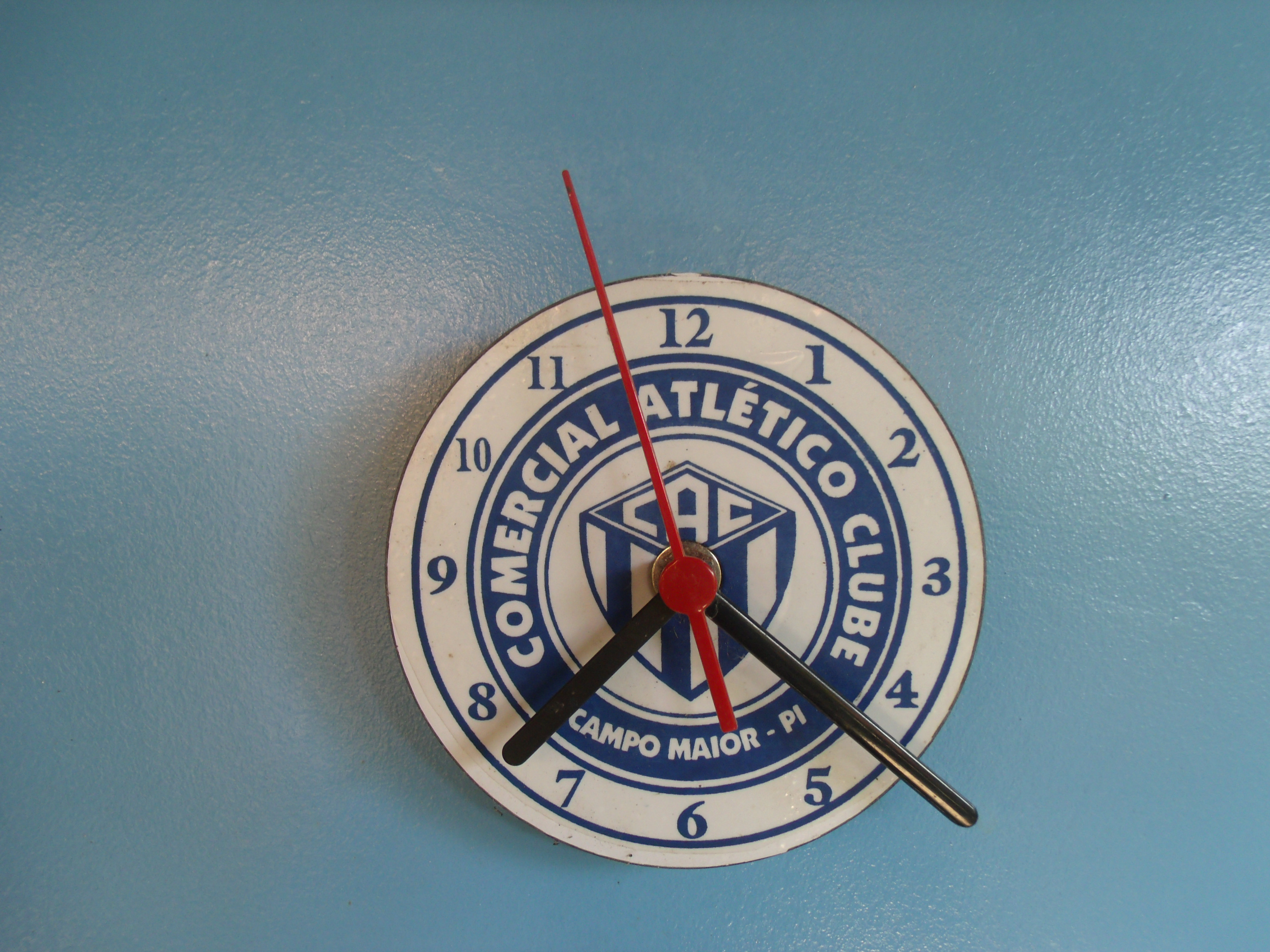
Reloj del club.